# Kaltenlengsfeld
Kaltenlengsfeld là một đô thị trong huyện Wartburg ở bang Thüringen, Đức. Đô thị này có diện tích 9,73 km².